# Anykšta
Anykšta je řeka v severovýchodní části Litvy, v Utenském kraji, v okrese Anykščiai. Vytéká z jezera Rubikių ežeras a vlévá se do řeky Šventoji ve městě Anykščiai jako její levý přítok 87,7 km od jejího ústí do řeky Neris. Je to nejčistší řeka v Litvě s neobyčejně bohatou faunou.

## Externí odkazy

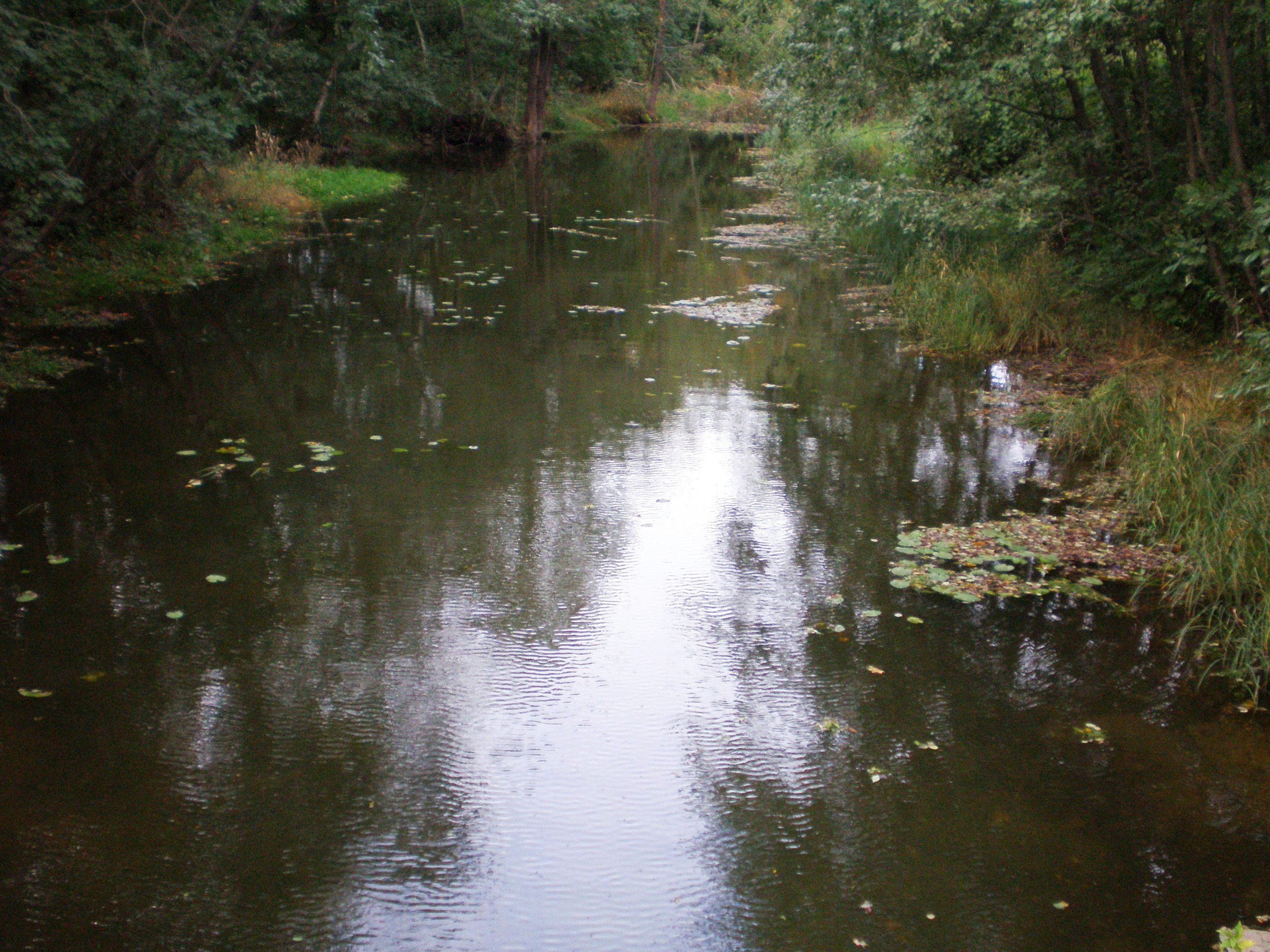
Anykščia nedaleko od jezera Rubikių